# Koloman Moser
Koloman Moser, avstrijski, slikar, grafik in oblikovalec, * 30. marec 1868, Dunaj, † 18. oktober 1918, Dunaj.

## Življenjepis
Med letoma 1885 in 1892 je študiral na Akademiji za upodabljajoče umetnosti na Dunaju (Akademie der Bildenden Künste), kjer se je posvečal predvsem grafičnemu oblikovanju revij 'Wiener Mode' in 'Meggendorfers Humoristische Blätter'. 
Leta 1886 se je na Dunaju udeležil slikarskega tečaja pri Franzu Rumplerju. Med letoma 1892 in 1895 je nato študiral na dunajski šoli za uporabno umetnost (Kunstgewerbeschulle). 
Leta 1894 je bil soustanovitelj druščine 'Siebnerclub', leta 1897 pa je bil eden od ustanoviteljev Dunajske secesije. Od leta 1898 je bil sourednik revije 'Ver Sacrum', med letoma 1899 in 1918 pa je nato poučeval na Kunstgewerbeschulle.
Leta 1903 je bil skupaj z Jozefom Hoffmanom soustanovitelj Wiener Werkstätte. Od leta 1907 se je posvečal predvsem slikanju, le občasno pa tudi oblikovanju. Fabianiju je pomagal pri dekoracijah Narodnega doma v Trstu.